# Eticidad
La eticidad (del griego éthos como carácter o forma de ser de cada ser o individuo) es la educación de valores humanos. Posee dos dimensiones, que son la social y la moral. La Eticidad es una unidad dialéctica de la moralidad con la socialidad. En la conformación del sujeto de la Eticidad entran en juego tres procesos: a) la socialización, b) la enculturación y, c) el desarrollo.
La Eticidad es la raíz de todas las éticas de todos los ideales y valoraciones. El Homo sapiens humaniza o deshumaniza a lo largo de su vida. Lo que distingue es su libertad ontológica, constitutiva o radical. La eticidad consiste en la capacidad propia de la naturaleza humana de preferir, de no ser indiferente. No podemos vivir sin valorar, la eticidad implica también la proyección y transformación del hombre. El Homo sapiens nace indeterminado, nace con la posibilidad de hacerse más humano, es decir, desarrollar sus potencias, crecer hacia el bien o lo contrario descuidar sus potencias, abandonar el crecimiento. La humanidad se transforma a sí misma y trasforma el mundo con sus creaciones culturales. A la naturaleza, el hombre añade la cultura, la cual se incorpora a él, como una segunda naturaleza actual.
El ser del hombre es un indeterminado y posee contrastes, tiende a establecer diferencias, a preferir, a transformar y proyectar su ser en nuevas potencias y características que enriquezcan su naturaleza inmediata con las creaciones culturales, con la adquisición de un carácter o ethos.
La eticidad se define como "segunda naturaleza" que va formando el ser humano a lo largo de su vida, aprendiendo a respetar a los demás y a sí mismo, formando el carácter teniendo siempre en mente a la sociedad.